# Monticello (Wisconsin)
Monticello é uma vila localizada no estado norte-americano de Wisconsin, no Condado de Green.

## Demografia
Segundo o censo norte-americano de 2000, a sua população era de 1146 habitantes.
Em 2006, foi estimada uma população de 1132, um decréscimo de 14 (-1.2%).

## Geografia
De acordo com o United States Census Bureau tem uma área de
3,0 km², dos quais 3,0 km² cobertos por terra e 0,0 km² cobertos por água. Monticello localiza-se a aproximadamente 335 m acima do nível do mar.

## Localidades na vizinhança
O diagrama seguinte representa as localidades num raio de 24 km ao redor de Monticello.